# Gran Pilastro
El Gran Pilastro (3.510 m - Hochfeiler en alemany) és una muntanya dels Alps orientals. Es troba a la línia fronterera entre Itàlia (província de Bolzano) i Àustria (Tirol).

## Topònim

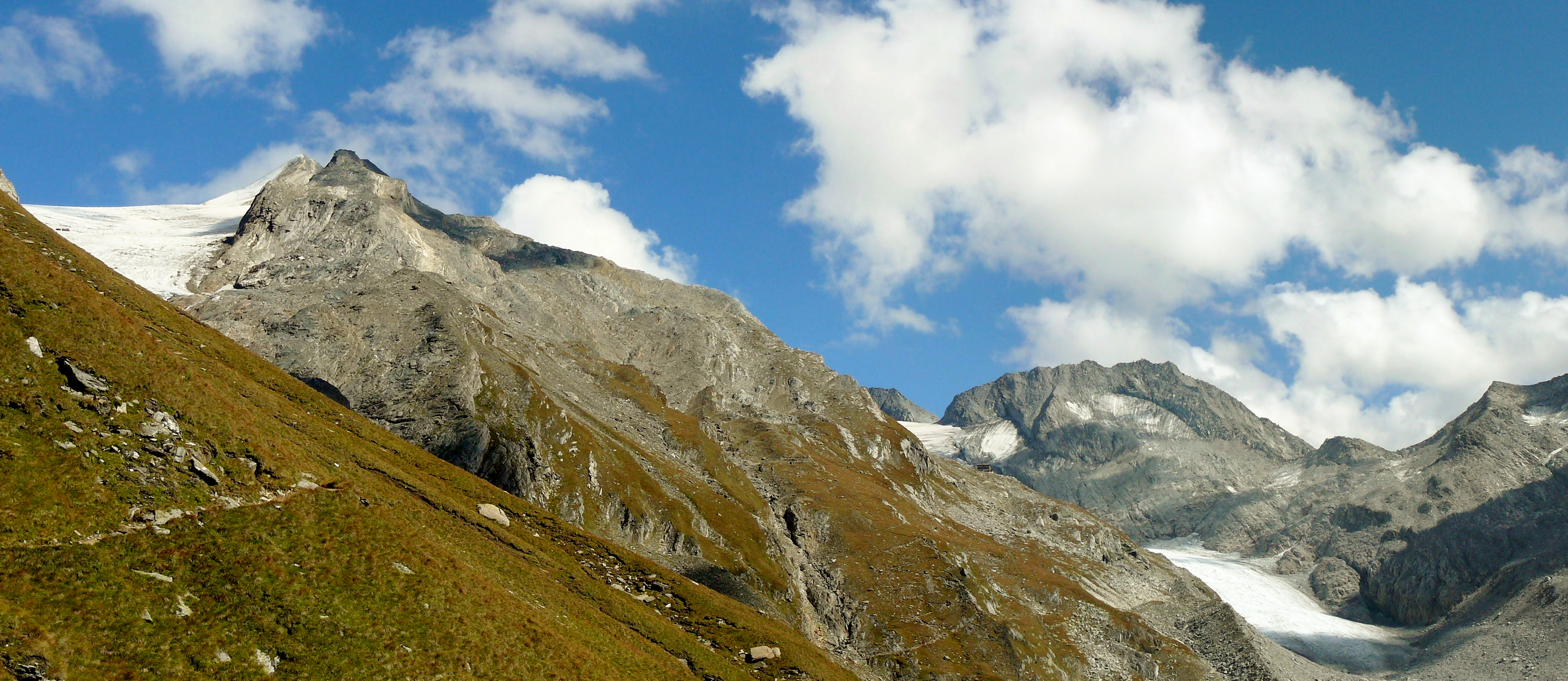
El Gran Pilastro i a baix a la dreta el refugi homònim

El nom tradicional de la muntanya figura el 1770 com Hoch Feil Spiz i es refereix, com sovint passa, a una localitat de la vall, Fäule (en ladí Faile) que significa "terreny pantanós". El nom italià, creat per Ettore Tolomei, ignora aquest arrelament etimològic i considera erròniament que "-feiler" significa "Pfeiler" (en alemany "pilar").

## Característiques
Segons la tradicional Partició dels Alps i la classificació dels Alps italianes utilitzada del CAI-TCI, és el cim més alt dels Alps Noriche. Segons la classificació SOIUSA, pertany a la secció dels Alps dels Tauri occidentals.
Del cim de la muntanya neix el riu Vizze, que arriba fins a Sterzing, on s'uneix amb l' Isarco.

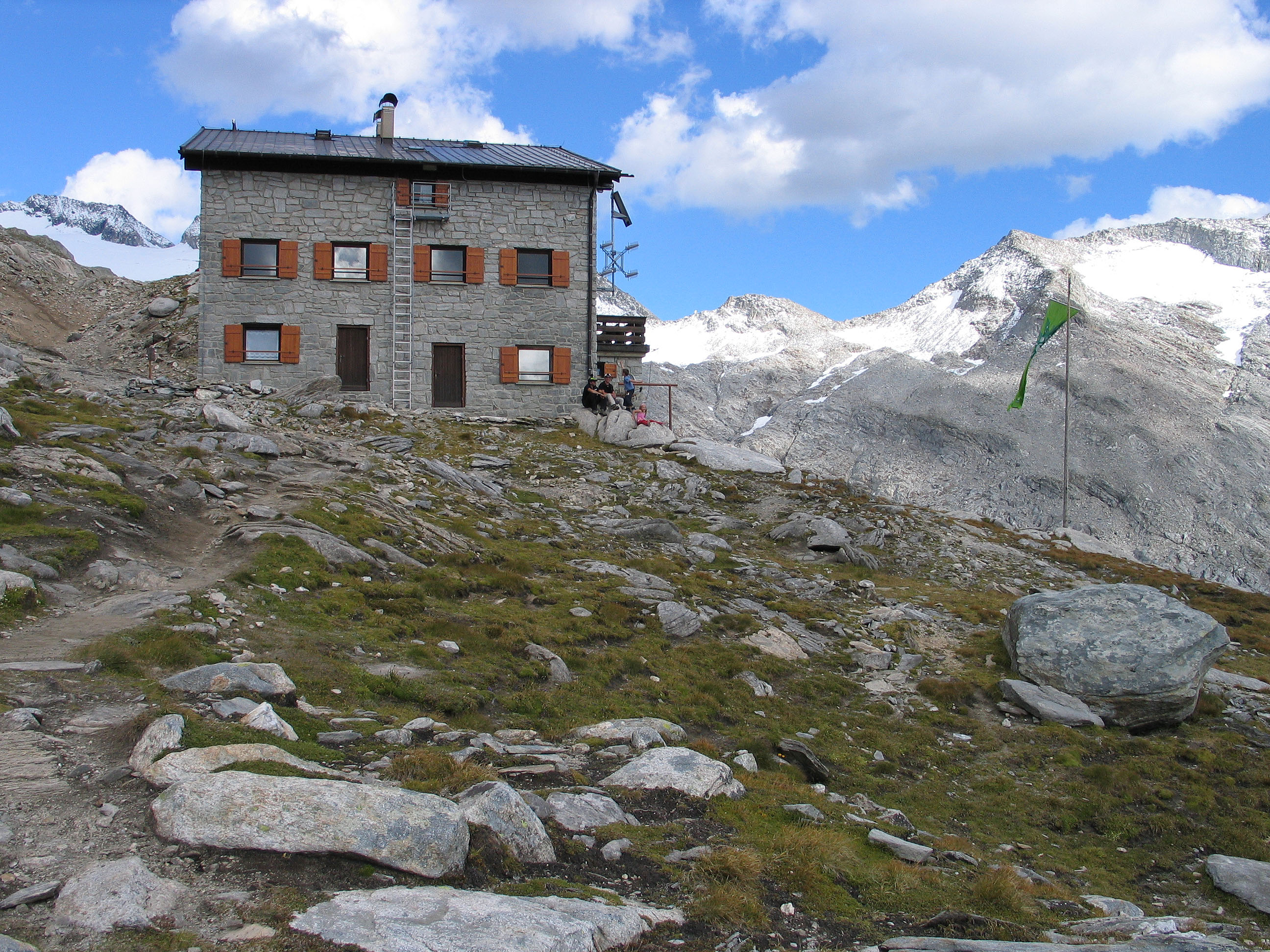
El refugi Gran Pilastro

## Galeria d'imatges

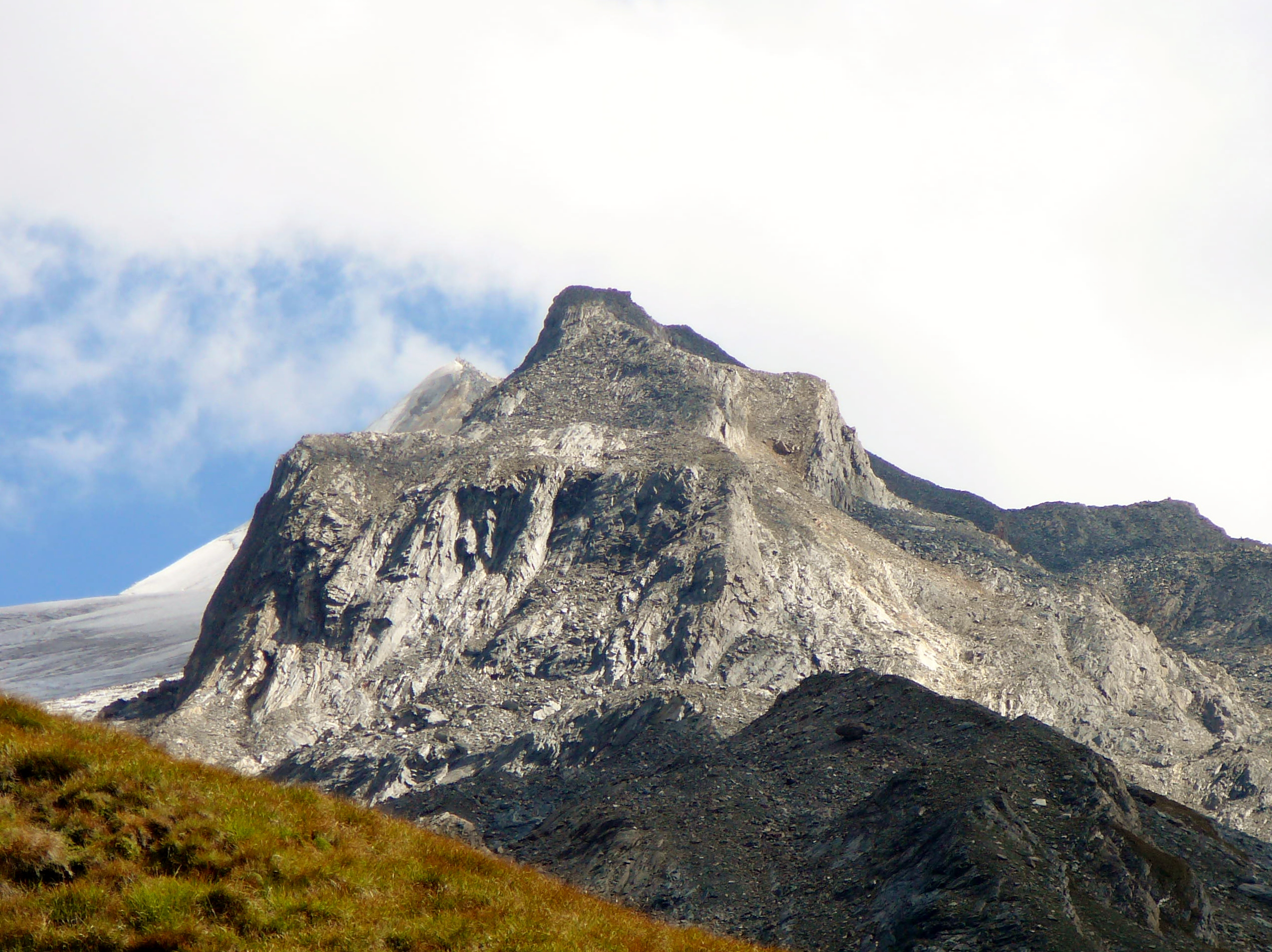
La cima
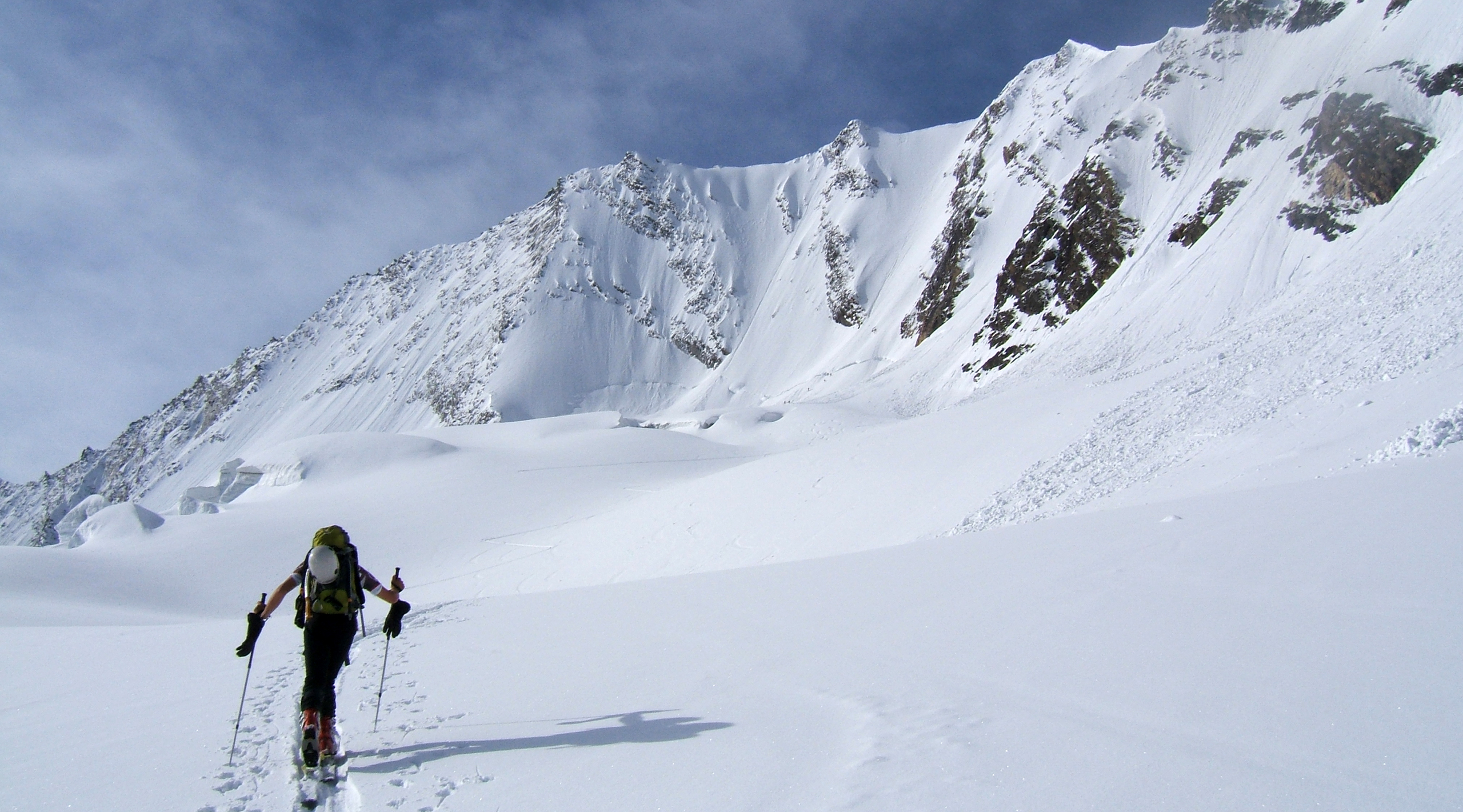
Vessant nord
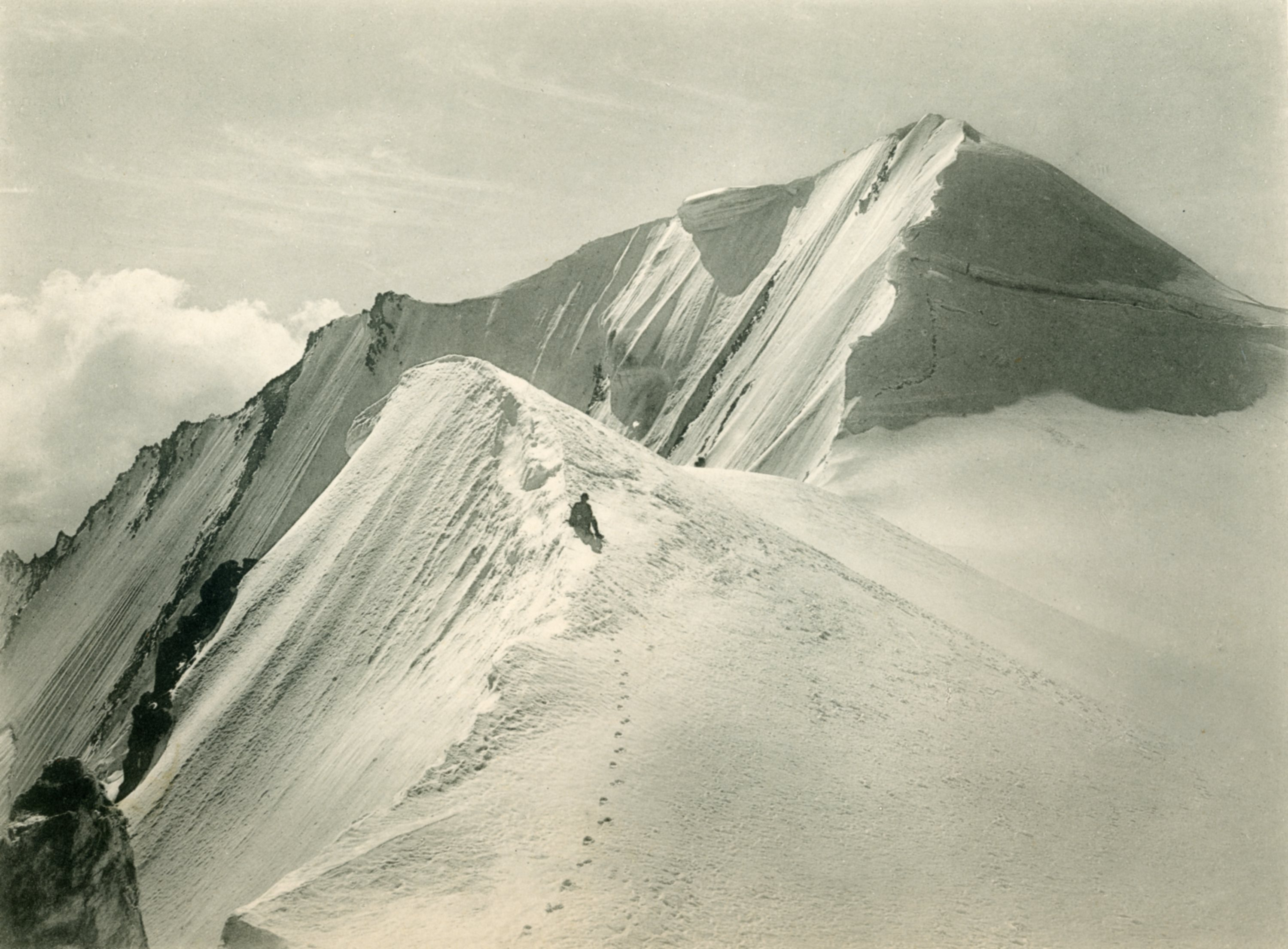
El cim el 1890
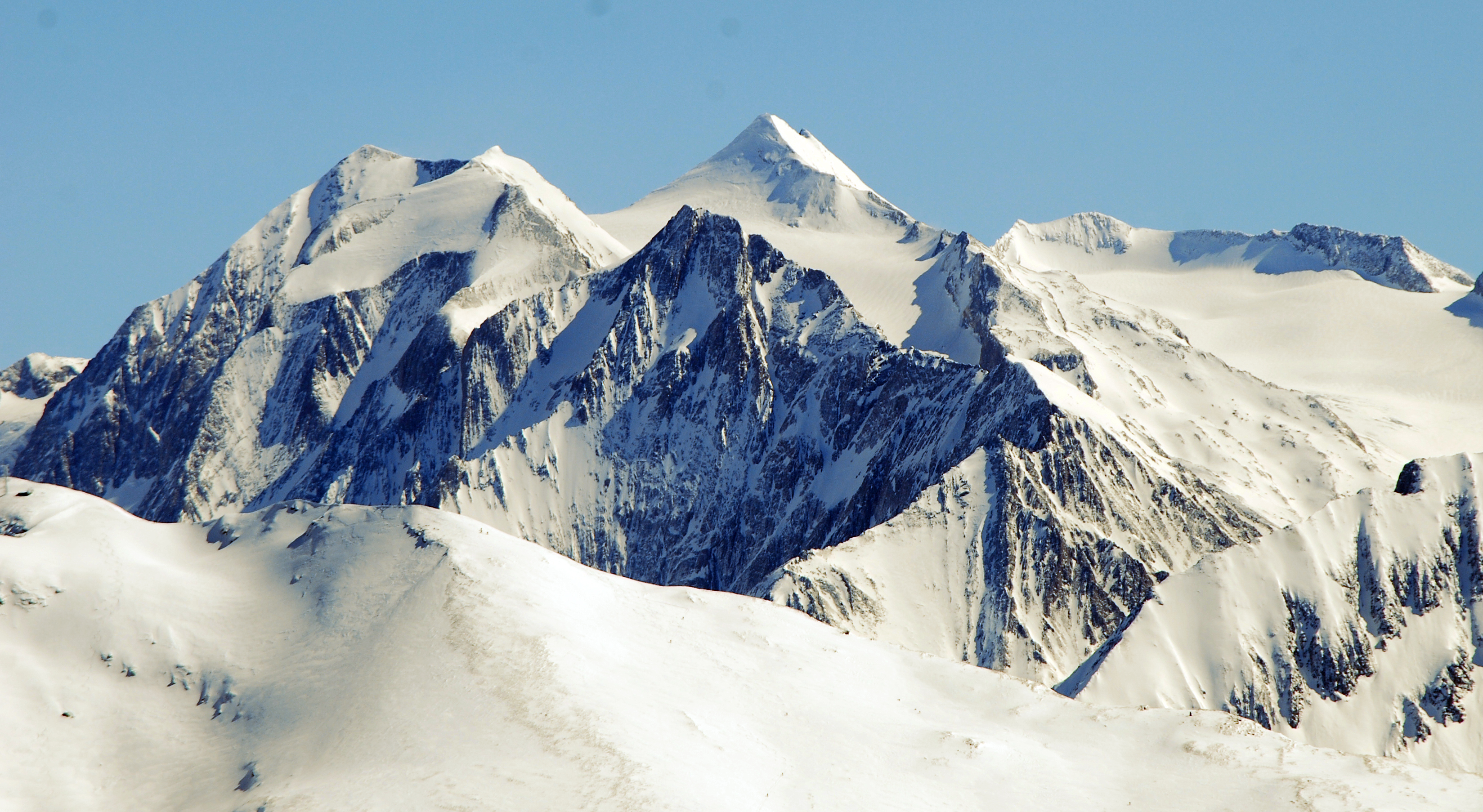
Altra vista